# Baie du roi Haakon
La baie du roi Haakon est une baie située sur la côte sud-ouest de la Géorgie du Sud. Large de 4 km et longue de 13 km, elle est nommée par Carl Anton Larsen en l'honneur d'Haakon VII.
Cave Cove, une sous-partie de la baie a accueilli en mai 1916 Ernest Shackleton et quelques hommes de l'expédition Endurance venus de l'île de l'Éléphant après un voyage dans une petite embarcation afin qu'ils puissent aller chercher du secours.

Voyage de Shackleton de la baie du roi Haakon à Stromness.